# 小行星6453
小行星6453（英語：6453）是一颗围绕太阳公转的小行星。1991年7月13日，亨利·E·霍爾特在帕洛马山发现了此天体。
这颗小行星的绝对星等为111.06478等。